# 伊勢原大山インターチェンジ
伊勢原大山インターチェンジ（いせはらおおやまインターチェンジ）は、神奈川県伊勢原市にある新東名高速道路のインターチェンジである。
厚木秦野道路の伊勢原北インターチェンジ（いせはらきたインターチェンジ）が隣接して整備される予定である。なお、厚木秦野道路のIC名は仮称である。

## 歴史
- 2019年（平成31年）2月19日 : 新東名高速道路のIC名称が「伊勢原北IC（仮称）」から「伊勢原大山IC」に正式決定[3]。
- 2020年（令和2年）3月7日 : 新東名高速道路・伊勢原JCT - 伊勢原大山IC間開通に伴い、供用開始[4]。
- 2022年（令和4年）4月16日 : 新東名高速道路・伊勢原大山IC - 新秦野IC間開通[5]。

厚木秦野道路・圏央厚木IC/JCT - 秦野西IC間の開通予定は未定である。

## 周辺
- 産業能率大学湘南キャンパス
- 大山（丹沢山地）

## 道路
- E1A 新東名高速道路（3番）

## 接続する道路
- 神奈川県道603号上粕屋厚木線（都市計画道路西富岡石倉線[1]）

## 料金所
- ブース数：7

### 入口
- ブース数：3
  - ETC専用：1
  - ETC/一般：1
  - 一般：1

### 出口
- ブース数：4
  - ETC専用：2
  - 一般（精算機）：2

## 隣
E1A 新東名高速道路
(5-1) 伊勢原JCT - (3) 伊勢原大山IC - (3-1) 秦野丹沢SA/SIC（SAは事業中） - (4) 新秦野IC
厚木秦野道路
森の里IC（計画中） - 伊勢原北IC（事業中） - 伊勢原西IC（事業中）